# Fokker C.V
O Fokker C.V foi uma aeronave ligeira de reconhecimento aéreo e bombardeamento desenvolvida na Holanda pela empresa Fokker. Foi desenhada pelo próprio Anthony Fokker. Foi usada durante a década de 20, 30 e durante a Segunda Guerra Mundial.